# فاليري زافاروف
فاليري زافاروف (بالأوكرانية: Заваров Валерій Олександрович)‏ هو لاعب كرة قدم أوكراني في مركز الوسط، ولد في 16 أغسطس 1988 في كييف في أوكرانيا. لعب مع أرسنال كييف.

## وصلات خارجية
- فاليري زافاروف على موقع اتحاد أوكرانيا (الإنجليزية)
- فاليري زافاروف على موقع قاعدة بيانات كرة القدم.إي يو (الإنجليزية)
- فاليري زافاروف على موقع Soccerway.com (الإنجليزية)